# Pseudostixis flavifrons
Pseudostixis flavifrons är en skalbaggsart som först beskrevs av Aurivillius 1914.  Pseudostixis flavifrons ingår i släktet Pseudostixis och familjen långhorningar.
Artens utbredningsområde är Malawi. Inga underarter finns listade i Catalogue of Life.